# Ares (Schiff, 1928)
Die Ares war ein 1927 gebauter Dreimastschoner und Segelschulschiff der griechischen Marine, benannt nach dem antiken Kriegsgott. 1941 beschlagnahmte die deutsche Wehrmacht das Schiff und nutzte es bis zum Untergang 1942 als Lazarettschiff.

## Bau und Technische Daten
Das Schiff wurde auf Bestellung der griechischen Marine auf der Werft Forges et Chantiers de la Méditerranée in La Seyne-sur-Mer (Frankreich) gebaut, lief dort am 28. Januar 1927 vom Stapel und wurde noch im gleichen Jahr fertiggestellt. Die Ares war als Dreimastschoner mit 1.600 m² Segelfläche getakelt und verdrängte 1.870 Tonnen. Sie war 77,00 m lang und 12,00 m breit und hatte 4,50 m Tiefgang. Die Maschinenanlage bestand aus einer Drei-Zylinder-Expansions-Dampfmaschine mit 1.000 PS/745 kW, einem Dampfkessel mit Ölfeuerung und einer Schraube. Unter Segeln konnte das Schiff bis zu 10 kn, unter Dampf bis zu 11,4 kn Geschwindigkeit erreichen. Die Bewaffnung bestand aus vier 7,6 cm-Geschützen. Die Stammbesatzung zählte 169 Mann. Hinzu kamen bis zu 100 Seekadetten und 150 Schiffsjungen.

## SegelschulschiffAresder griechischen Marine
Nach der Auslieferung kam die Ares im Mai 1928 in Griechenland an. Heimathafen des Schiffes wurde Salamis. Bereits wenige Wochen später, am 26. Juni 1928, lief die Ares zu ihrer ersten Ausbildungsreise aus. Über das Ziel und den Zeitraum dieser wie auch der folgenden Fahrten liegen keine weiteren Informationen vor.
Nach Beginn des italienischen Angriffskrieges gegen Griechenland im Oktober 1940 soll die griechische Marine die Ares bereits als Lazarettschiff genutzt haben. Mit dem Sieg der Achsenmächte verlegte die griechische Marine die Ares allerdings nicht wie die meisten anderen Einheiten nach Alexandria in Ägypten, sondern beließ sie in Salamis.

## LazarettschiffGrazder deutschen Kriegsmarine
Nach der Besetzung Griechenlands durch die Wehrmacht des Deutschen Reiches im Mai 1941 wurde das in der Bucht von Salamis  liegende Schiff Kriegsbeute und von der deutschen Kriegsmarine nach Ausbau der Geschütze ab 15. Mai als Lazarettschiff im Mittelmeer eingesetzt. Das Schiff hatte nun, zusätzlich zu seiner seemännischen Besatzung, 38 Mann medizinisches Personal an Bord und Platz für insgesamt 299 Patienten/Verwundete. Am 28. November 1941 wurde das Schiff nach der steirischen Landeshauptstadt in Graz umbenannt.

### Chefärzte
- Marinestabsarzt Ernst Stutz: Mai 1941
- Marineoberstabsarzt Hellmuth Schulze: von Mai 1941 bis November 1941
- Marinestabsarzt Klaus Harms: von November 1941 bis Dezember 1942

## Verbleib
Das Schiff sank um 6.15 Uhr am 5. Dezember 1942 nach einem Minentreffer bei der Insel Cani etwa 190 Seemeilen nordöstlich von Biserta.